# Machagai
Machagai är en kommunhuvudort i Argentina.   Den ligger i provinsen Chaco, i den norra delen av landet, 900 km norr om huvudstaden Buenos Aires. Machagai ligger 90 meter över havet och antalet invånare är 28 070.
Terrängen runt Machagai är mycket platt. Närmaste större samhälle är Quitilipi, 17,7 km väster om Machagai.
Omgivningarna runt Machagai är huvudsakligen savann. Runt Machagai är det mycket glesbefolkat, med 5 invånare per kvadratkilometer.